# Manna de Wijs-Mouton
Manna de Wijs-Mouton, geboren als Maria Anna Mouton (Den Haag, 12 maart 1873 – aldaar, 29 mei 1947), was een Nederlands beeldend kunstenaar en componist.

## Biografie

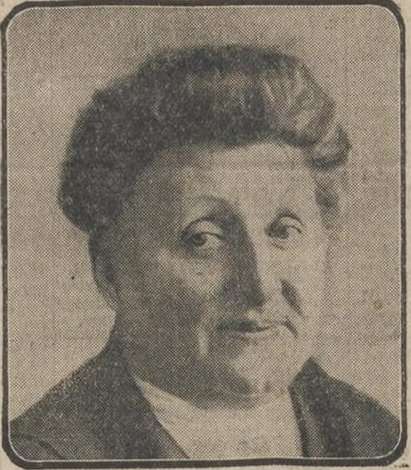
De Wijs-Mouton in 1926

In haar jeugd kwamen kunstenaars bij haar ouders aan huis, onder wie Mesdag en een van de leden van de familie Maris. Ook werd er veel gezongen. Manna kreeg pianoles op de Haagse Muziekschool. Als kind al schreef Mouton gedichten en maakte ze dieren van stopverf, dat ze uit het atelier van haar vader vandaan haalde. Vanaf haar 11de jaar kreeg zij tekenlessen in de damesklas van de Haagse Akademie van Beeldende Kunsten. Rond haar 16e jaar kreeg ze daar les in anatomie. Rond haar 20ste kreeg zij les in boetseren van Eugène Lacomblé. Door een ziekte stopte ze met de kunstopleiding en kreeg zij privéles van beeldhouwer Arend Odé.

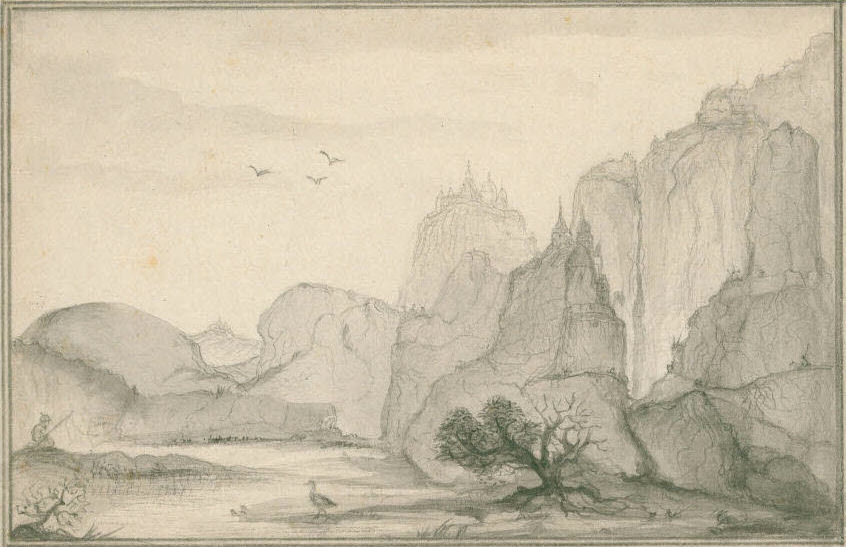
Een tekening van De Wijs-Mouton, datum onbekend.

Vanaf haar huwelijk in 1896 tot het overlijden van haar echtgenoot in 1913 kwam zij niet aan het kunstenaarsbestaan toe. Daarna trad zij op met teksten en zelfgeschreven liedjes om voor inkomsten te zorgen. Ze droeg voor in Haags dialect, en viel in de smaak met haar komische voordrachten. Bij haar liedjes begeleidde zij zichzelf op gitaar of luit. Ze werd ook wel begeleid door haar zonen en door haar haar vriendin Elisabeth Johanna Carolina (Bet of Bep) Gelderman. Haar nummers Het Tasje en Snoepwinkeltje werden ook gezongen door Jean-Louis Pisuisse. Snoepwinkeltje werd door hem in het Concertgebouw uitgevoerd met Jan Hemsing op piano.
Later ging De Wijs-Mouton wasfiguren maken, tekeningen en knipselwerk. Uitgeverij G. Alsbach & Zonen uit Amsterdam gaf tussen 1914 en 1920 acht liedjesbundels van haar uit, geïllustreerd met afbeeldingen van haar eigen werk. De bundels bevatten telkens 7 liedjes. De eerste bundel was opgedragen aan de dichteres Marie Boddaert, de tweede - die het liedje Snoepwinkeltje bevatte - aan Catharina van Rennes. De vierde bundel was opgedragen "aan haar jongens".
Zij boetseerde met een mengsel van bijenwas, waxine, gips en kleurstof. In 1918 exposeerde zij haar boetseerwerk, meestal van religieuze aard, bij kunstzaal d'Autretsch in Den Haag.

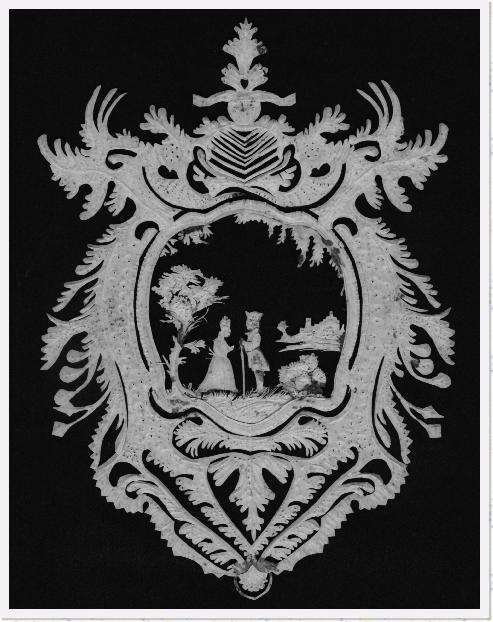
Een knipsel van De Wijs-Mouton, datum onbekend

In 1925 verhuisde zij naar haar buitenhuis Huize Sonnemaire in Eerbeek. Bet Gelderman trok bij haar in. Vanaf haar 55ste trad zij niet meer op. Haar liedjes werden echter wel door anderen voorgedragen en op de radio uitgezonden. Ze bleef als beeldend kunstenaar exposeren in Den Haag en kreeg enige internationale bekendheid.

## Prijzen
Tijdens haar opleiding bij Lacomblé won zij een zilveren medaille. In 1934 won De Wijs-Mouton op een poppententoonstelling in Den Haag de eerste prijs voor een "smaakvol geklede" pop.

## Na haar overlijden

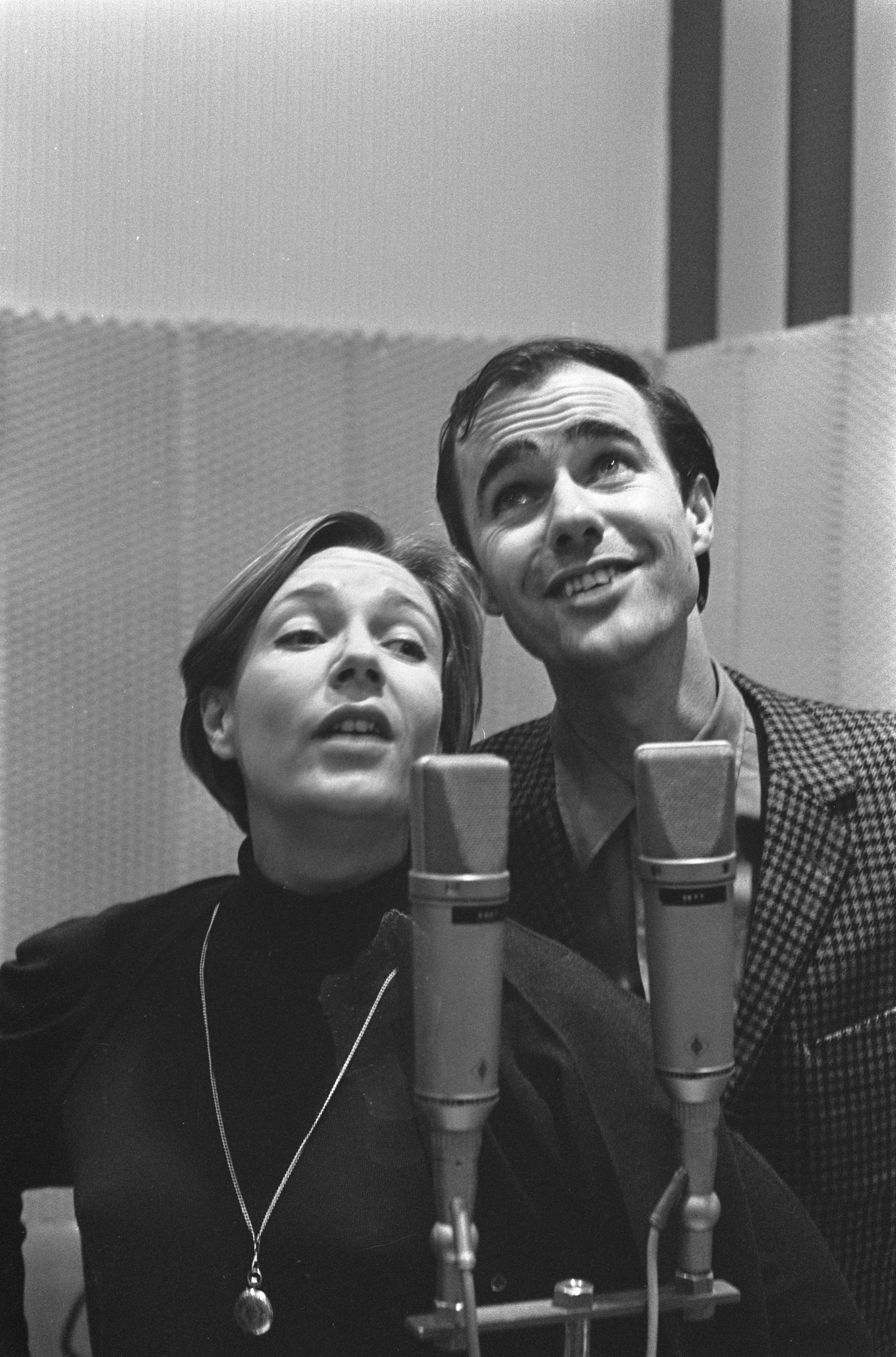
Annet Nieuwenhuyzen en Eric Schneider

Naast de hierboven vermelde uitvoeringen door Jean-Louis Pisuisse zong veel later Jasperina de Jong het lied Hun muziek. Wim Sonneveld zong De Schooier. Martine Bijl zong Meisje, wat heb jij daar in je taschje, De leugen, Snoepwinkeltje, en 'n Liedje uit de oude doos. Eric Schneider zong De schooier, De wind, Het slop en Raquet en volant. Annet Nieuwenhuijzen zong Het gouden brilletje, Grootmoe, wat zul je me geven en Marjolijntje.
De miniatuurkunstwerken, waarvan zij er circa driehonderd maakte, zijn veelal in particulier bezit.
In Amsterdam Osdorp is een straat naar haar genoemd, Manna de Wijs-Moutonhof.

## Privé
De Wijs-Mouton was een dochter van architect Pieter Frederik Willem Mouton (1830-1898) en Sara Martina Koppeschaar (1831-1896). Zij had drie oudere zussen en vijf oudere broers. Maria Anna Mouton trouwde op 30 juli 1896 in Den Haag met architect en collega van haar vader, Jean Esaîe Christienne de Wijs (1869-1913). Het echtpaar kreeg twee zonen.